# Elecciones federales de Australia de 2010
Las elecciones federales de Australia de 2010 se llevaron a cabo el sábado 21 de agosto de dicho año para los miembros del 43.er Parlamento de Australia. El titular de centro-izquierda por el Partido Laborista Australiano encabezado por la primera ministra Julia Gillard ganó un segundo mandato en contra de la oposición de centro-derecha encabezada por la Coalición Nacional/Liberal dirigida por el líder opositor Tony Abbott, luego de que el Partido Laborista formase un gobierno de minoría con el apoyo de tres diputados independientes y uno del Partido Verde Australiano.
Tanto los Laboristas como los de la Concertación ganaron 72 escaños en la Cámara de Representantes de 150 escaños, cuatro de los requisitos para la mayoría oficialista, lo que resulta en el primer Parlamento sin mayoría desde las elecciones de 1940. Seis crossbenchers mantuvieron el balance del poder. Los parlamentarios Verdes Adam Bandt y los independientes Andrew Wilkie, Rob Oakeshott y Tony Windsor declararon su apoyo para los Laboristas en la confianza y la oferta. El independiente Bob Katter y el diputado por el Partido Nacional de Australia Occidental Tony Crook declararon su apoyo por lo mismo pero a la Coalición. El margen resultante 76-74 permitió a los Laboristas formar un gobierno de minoría. El presidente del Gobierno, ministros de gobierno y secretarios parlamentarios prestaron juramento el 14 de septiembre de 2010 por la Gobernadora General Quentin Bryce. En noviembre de 2011, el diputado y representante por la Coalición Peter Slipper reemplazó al diputado laborista Harry Jenkins como Presidente de la Cámara de Representantes, aumentando así la mayoría parlamentaria laborista de 75-74 a 76-73.
Más de 14 millones de australianos estaban inscritos para votar en el momento de las elecciones federales de 2010.